# Зелінє
Зелінє (серб. Зелиње / Zelinje) — село в  Боснії і Герцеговині, адміністративно належить до громади Зворник, що в регіоні Бієліна Республіки Сербської. Станом на 1991 р., налічувало 529 жителів. За результатами перепису 2013, у селі проживає 424 осіб.

## Населення
| Зеліньє      |      |      |      |      |
| Рік перепису | 1971 | 1981 | 1991 | 2013 |
| серби        | 683  | 705  | 524  | 422  |
| хорвати      | 0    | 0    | 0    | 2    |
| югослави     | 0    | 2    | 4    | 0    |
| мусульмани   | 0    | 1    | 0    | 0    |
| інші         | 4    | 0    | 1    | 0    |
| Всього       | 687  | 708  | 529  | 424  |